# テディ・シェリンガム
エドワード・ポール・シェリンガム MBE（Edward Paul Sheringham MBE, 1966年4月2日 - ）は、イングランド・ロンドン出身の元イングランド代表のサッカー選手。ポジションはフォワード。

## 経歴
1984年、ミルウォールFCでプロ生活をスタート。1992年にトッテナム・ホットスパーFC移籍、この年22得点を挙げ、得点王を獲得した。イングランド代表にも招集され、2度のワールドカップとユーロに出場した。このうち1996年のユーロではオランダとの対戦で2得点を挙げた。
1997年にはマンチェスター・ユナイテッドFCに移籍し、1998-99シーズンはFAカップ決勝のニューカッスル・ユナイテッドFC戦で途中出場から決勝点を奪った。また数日後、UEFAチャンピオンズリーグ決勝のFCバイエルン・ミュンヘンとの対戦において、1点のリードを許す中で途中出場すると、同点ゴールを決めて優勝に貢献した。
2008年に現役引退を表明した。
2015年5月21日、スティヴネイジFCの監督に就任した。
2017年7月14日、アトレティコ・デ・コルカタの監督に就任した。

## 代表歴

### 出場大会
- イングランド代表
  - 1998 FIFAワールドカップ
  - 2002 FIFAワールドカップ

### 試合数
- 国際Aマッチ 51試合 11得点（1993年-2002年）[4]

| イングランド代表 | 国際Aマッチ | 国際Aマッチ |
| 年               | 出場        | 得点        |
| ---------------- | ----------- | ----------- |
| 1993             | 2           | 0           |
| 1994             | 3           | 0           |
| 1995             | 7           | 2           |
| 1996             | 9           | 3           |
| 1997             | 8           | 3           |
| 1998             | 8           | 1           |
| 1999             | 1           | 0           |
| 2000             | 1           | 0           |
| 2001             | 4           | 2           |
| 2002             | 8           | 0           |
| 通算             | 51          | 11          |